# 塞尔瑟伊
塞尔瑟伊（法語：Cerseuil，法語發音：[sɛʁsœj]）是法国上法蘭西大區埃纳省的一个市镇，属于苏瓦松区。

## 地理
塞尔瑟伊（49°19'25"N, 3°31'17"E）面积4.61 平方千米，位于法国上法蘭西大區埃纳省，该省份为法国北部内陆省份，北起北部省，西接索姆省和瓦兹省，东临阿登省和马恩省，西南至塞纳-马恩省，东北部与比利时接壤。
与塞尔瑟伊接壤的市镇（或旧市镇、城区）包括：欧日、布赖讷、库夫雷勒、茹艾涅、莱日、利梅。

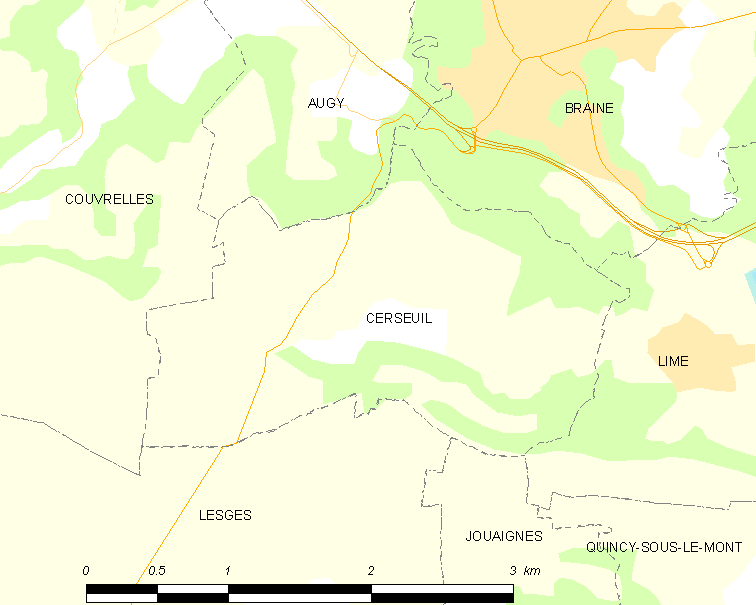
塞尔瑟伊的OSM定位图

塞尔瑟伊的时区为UTC+01:00、UTC+02:00（夏令时）。

## 行政
塞尔瑟伊的邮政编码为02220，INSEE市镇编码为02152。

## 政治
塞尔瑟伊所属的省级选区为塔德努瓦地区费尔县。

## 人口

1962-2008年间塞尔瑟伊人口变化图示

塞尔瑟伊于2022年1月1日时的人口数量为88人。